# Mittelamerikanisches Tapeti
Das Mittelamerikanische Tapeti (Sylvilagus gabbi) ist eine Art der Baumwollschwanzkaninchen (Sylvilagus), die in Mittelamerika von Mexiko bis Panama beheimatet ist. Die Tiere der Art wurden lange dem südamerikanischen Tapeti (Sylvilagus brasiliensis) zugeordnet, gelten heute jedoch als eigenständige Art.

## Merkmale
Das Mittelamerikanische  Tapeti erreicht eine Kopf-Rumpf-Länge von 38 bis 39 Zentimetern, die Schwanzlänge beträgt etwa 21 Millimeter und das Gewicht liegt zwischen 500 und 950 Gramm. Die Ohrlänge beträgt 40 bis 50 Millimeter, die Hinterfußlänge durchschnittlich 77 Millimeter. Es handelt sich damit um eine vergleichsweise kleine Art der Baumwollschwanzkaninchen und es ist etwas kleiner als das in Südamerika lebende Tapeti mit sehr kleinen Ohren und einem kurzen Schwanz. Die Rückenfärbung reicht von einem Schwarzbraun bis zu einem fast einfarbigen Schwarz. Die Körperseiten und die Oberseite des Schwanzes sind in der Regel etwas heller als die Rückenfärbung, die Unterseite des Schwanzes ist braun. Die Bauchseite ist in der Regel weißlich, an der Kehle befindet sich ein dunkelbrauner Kehlfleck.
Der Karyotyp ist variabel und besteht aus einem Chromosomensatz von 2n=36, 38 oder 40 Chromosomen.

## Verbreitung
Das Mittelamerikanische Tapeti ist in Mittelamerika vom östlichen bis südöstlichen Mexiko bis Panama verbreitet. Dabei reicht das Verbreitungsgebiet der nördlichen Unterart und Nominatform Sylvilagus gabbi gabbi von Mexiko (Tamaulipas, San Luis Potosí,  Veracruz,  Querétaro,  Hidalgo,  Puebla, Oaxaca, Chiapas,  Tabasco und  Campeche) bis Guatemala und Belize während die Unterart Sylvilagus gabbi truei von Guatemala über Honduras, Nicaragua und Costa Rica bis Panama vorkommt.

## Lebensweise
Das Mittelamerikanische Tapeti lebt vor allem in tropischen Wald- und Regenwaldgebieten sowie in Sekundärwaldbeständen bis in Höhen über 1500 Meter. Es bevorzugt Waldrandgebiete und Habitate im Bereich von Lichtungen und Waldgebieten mit wenig Unterwuchs. Es benutzt ausgetretene Laufpfade und ernährt sich wie andere Hasen von Pflanzenmaterial.
Die Weibchen haben eine Tragzeit von etwa 28 Tagen und gebären pro Wurf 3 bis 8 Jungtiere. Dabei haben sie keine feste Fortpflanzungszeit und können das gesamte Jahr Nachkommen bekommen.

## Systematik
Das Mittelamerikanische Tapeti wird als eigenständige Art innerhalb der Gattung der Baumwollschwanzkaninchen (Sylvilagus) eingeordnet. Die Art wurde 1877 wissenschaftlich von dem amerikanischen Zoologen Joel Asaph Allen beschrieben, der es als Lepus brasiliensis var. gabbi bezeichnete und einordnete. Ursprünglich wurden das Mittelamerikanisches Tapeti sowie das Dice-Baumwollschwanzkaninchen (S. dicei) als Unterarten des Tapeti (Sylvilagis brasiliensis) betrachtet, heute aufgrund von molekularbiologischen, genetischen und morphologischen Merkmalen jedoch als eigenständige Arten abgegrenzt.
Innerhalb der Art werden mit der Nominatform aktuell zwei Unterarten unterschieden:
- Sylvilagus gabbi gabbi: Nominatform; kommt im nördlichen Teil des Verbreitungsgebietes vom Osten bis Südosten Mexikos bis Guatemala und Belize vor.
- Sylvilagus gabbi truei: kommt im südlichen Teil des Verbreitungsgebietes von Guatemala bis Panama vor.

Benannt wurde die Art nach William More Gabb.

## Gefährdung und Schutz
Das Mittelamerikanische Tapeti wird von der International Union for Conservation of Nature and Natural Resources (IUCN) nicht als eigenständige Art erfasst.

## Belege
1. 1 2 3 4 5 6 7 8 9  Central American Tapeti. In: S.C. Schai-Braun, K. Hackländer: Family Leporidae (Hares and Rabbits) In: Don E. Wilson, T.E. Lacher, Jr., Russell A. Mittermeier (Herausgeber): Handbook of the Mammals of the World: Lagomorphs and Rodents 1. (HMW, Band 6) Lynx Edicions, Barcelona 2016, S. 121. ISBN 978-84-941892-3-4.
2. 1 2  Luis A. Ruedas, Jorge Salazar-Bravo: Morphological and chromosomal taxonomic assessment of Sylvilagus brasiliensis gabbi (Leporidae). Mammalia 71 (1/2), 2007; S. 63–69. doi:10.1515/MAMM.2007.011.
3. ↑  Don E. Wilson & DeeAnn M. Reeder (Hrsg.): Sylvilagus (Tapeti) brasiliensis gabbi in Mammal Species of the World. A Taxonomic and Geographic Reference (3rd ed).